# Macrogomphus rivularis
Macrogomphus rivularis är en trollsländeart som beskrevs av W. Foerster 1914. Macrogomphus rivularis ingår i släktet Macrogomphus och familjen flodtrollsländor. IUCN kategoriserar arten globalt som otillräckligt studerad. Inga underarter finns listade i Catalogue of Life.